# 꼬리마디

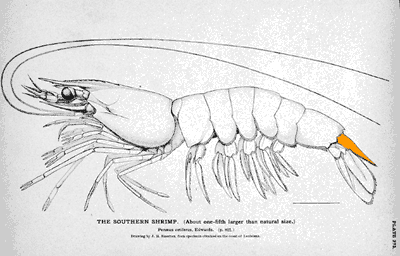
새우의 꼬리마디를 강조한 모식도

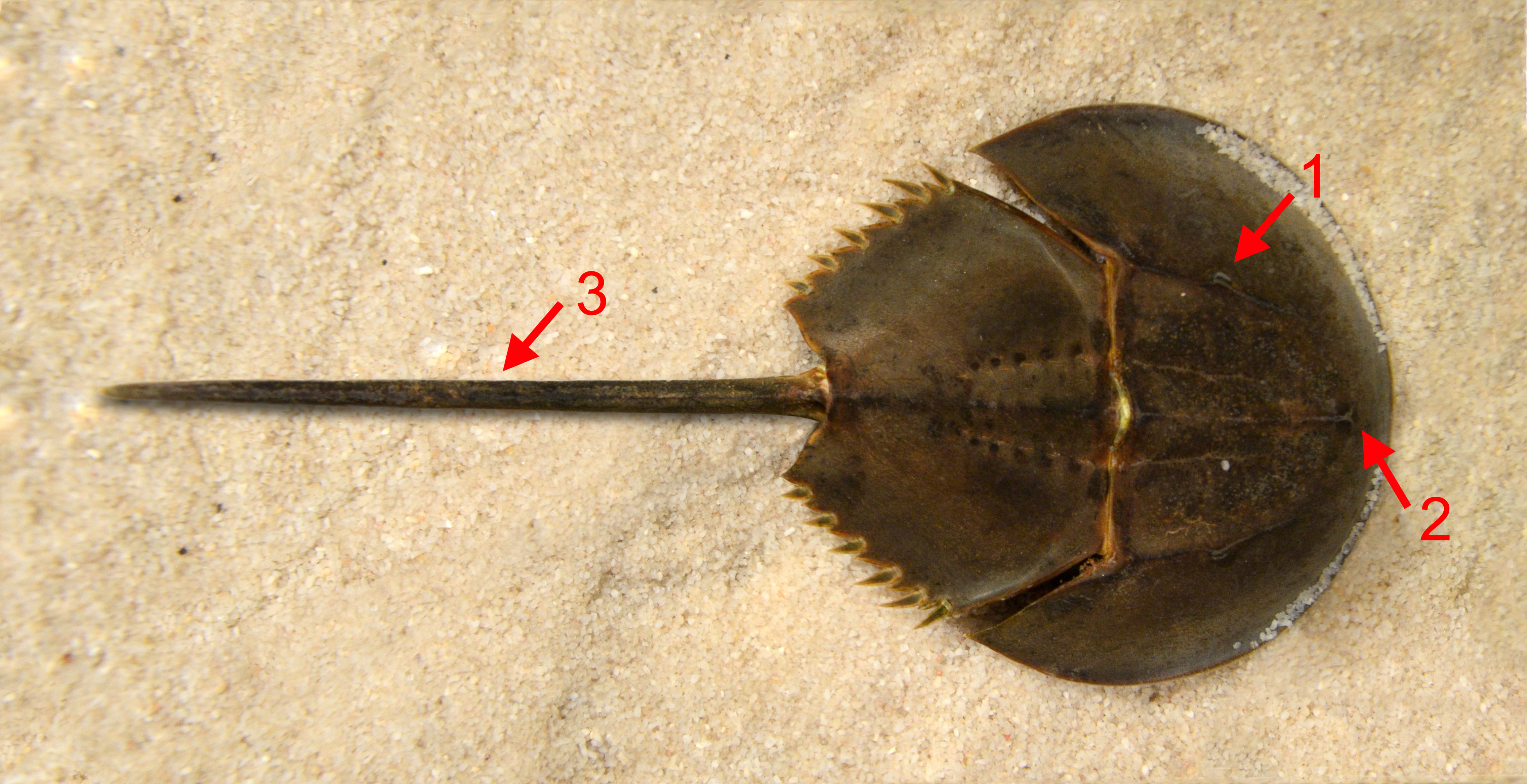
투구게류의 꼬리마디(3번 화살표)

꼬리마디(尾節, telson)는 절지동물의 몸에서 가장 뒤에 있는 마디이다. 꼬리마디는 절지동물의 마지막 마디 또는 다른 마디와 마찬가지로 끝세포 부위로부터 배아에서 발생하지 않는 진정하지 않은 마디로 정의내릴 수 있다. 다리가 전혀 달려있지 않지만 미차상기(尾叉狀器, caudal furca)라는 변형된 다리가 존재한다. 꼬리마디의 모양과 구성은 절지동물 분류군마다 다르다.

## 갑각류
바닷가재, 생이류 및 기타 십각류 따위에서, 꼬리마디는 꼬리다리(尾脚, uropod)와 함께 꼬리부채를 형성한다. 이 부위는 생이류 탈출 반응(caridoid escape reaction), 소위 랍스터링(lobstering)을 하기 위해 지느러미 역할로 사용되며, 놀랐을 때 꼬리를 빠르게 구부려 뒤로 도망간다. 크릴새우는 이런 이동 방식으로 60cm/s 이상의 속도를 낸다. 광학 자극 유도 시간은 저온에도 불구하고 55밀리초에 불과하다.
등각류와 주걱벌레붙이목 (낭하상목)의 경우, 마지막 복부마디가 꼬리마디와 융합되어 있다.

## 협각류

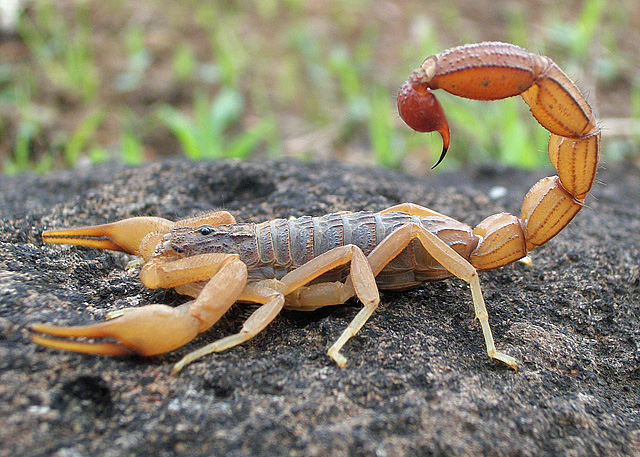
동인도전갈에 보이는 꼬리마디

꼬리마디의 정의는 일부 협각류의 꼬리가시로 광범위하게 사용된다. 협각류의 꼬리마디를 바다전갈 등의 수많은 화석 종들과 현생 협각류에서 볼 수 있다는 점은 분명하다.

## 다지류

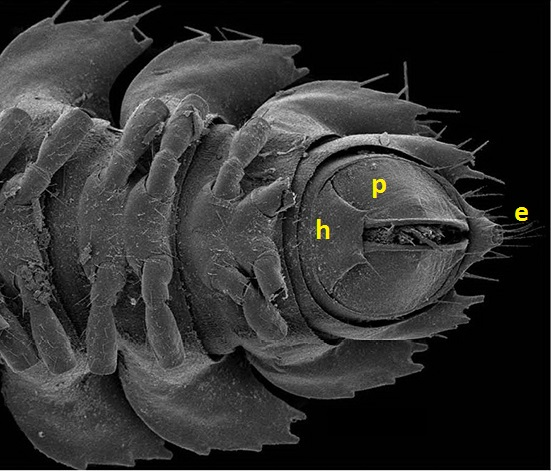
노래기의 꼬리마디. 항문상판 (e), 항문하판 (h), 항문측판 (p)으로 구성되어 있다.

노래기강의 경우, 꼬리마디는 다리가 없는 전항문체절, 한 쌍의 항측판(항문측판) 또는 항문을 닫는 판, 항문비늘로도 알려진 항문밑판(항문하판)으로 이루어져 있다.
순각강의 경우, 꼬리마디는 몸에서 가장 뒤에 있는 마디이며, 바로 뒤에 두 개의 항측판이 달린 생식공이 있다.

## 육각류
육각류의 경우, 꼬리마디를 가진 동물은 땅 속에서 사는 미소동물인 낫발이목이 유일하다.

## 같이 보기
- 후체구
- 배끝마디

### 내용주
1. ↑  고대 그리스어로 '곶', '제한하다'를 뜻한다.
2. ↑  예: 검미목의 '꼬리'와 전갈의 찌름장치[5]
3. ↑  항문상판으로 알려진 후방 확장부가 포함된다.

### 참고주
1. ↑  “Crustacea Glossary::Definitions”. 《research.nhm.org》. 2021년 8월 3일에 확인함.
2. ↑  S. J. Keable, G. C. B. Poore & G. D. F. Wilson (2002년 10월 2일). “Australian Isopoda: Families”. Australian Museum.
3. ↑  Richard C. Brusca & Gary J. Brusca (2003). 《Invertebrates》 2판. Sinauer Associates. 1–936쪽. ISBN 0-87893-097-3.
4. ↑  E. E. Ruppert & R. D. Barnes (1994). 《Invertebrate Zoology》 6판. Saunders. ISBN 0-03-026668-8.
5. ↑  “전갈 (全蠍)”. 《한국민족문화대백과사전》. 2025년 2월 4일에 확인함.
6. ↑  Sierwald, Petra; Bond, Jason E. (2007). “Current Status of the Myriapod Class Diplopoda (Millipedes): Taxonomic Diversity and Phylogeny”. 《Annual Review of Entomology》 52 (1): 401–420. doi:10.1146/annurev.ento.52.111805.090210. PMID 17163800.
7. ↑  Mesibov, Robert. “Tail”. 《External Anatomy of Polydesmida》. 2017년 8월 10일에 원본 문서에서 보존된 문서. 2013년 11월 4일에 확인함.
8. ↑  Lewis, J. G. E. (2008). 《The Biology of Centipedes.》 Digitally print 1 paperback version.판. Cambridge: Cambridge University Press. ISBN 9780521034111.
9. ↑  The Phylogenetic Positions of Three Basal-Hexapod Groups (Protura, Diplura, and Collembola) Based on Ribosomal RNA Gene Sequences